# Братилово (Владимирская область)
Братилово — деревня в Собинском районе Владимирской области России, входит в состав Асерховского сельского поселения.

## География
Деревня расположена в 11 км на северо-запад от центра поселения посёлка Асерхово, в 8 км на юго-восток от райцентра Собинки.

## История
В конце XIX — начале XX века деревня входила в состав Ундольской волости Владимирского уезда, с 1926 года — в составе Собинской волости. В 1859 году в деревне числилось 25 дворов, в 1905 году — 42 дворов, в 1926 году — 31 хозяйств.
С 1929 года деревня входила в состав Кадыевского сельсовета Собинского района, с 1965 года — в составе Вышмановского сельсовета, с 2005 года входит в состав Асерховского сельского поселения.

## Население
| 1859 | 1905 | 1926 |
| ---- | ---- | ---- |
| 167  | 243  | 148  |

| 1859 | 1905 | 1926 | 2002 | 2010 | 2021 |
| ---- | ---- | ---- | ---- | ---- | ---- |
| 167  | ↗243 | ↘148 | ↘14  | →14  | ↗18  |